# Campeonato Quirguistanês de Futebol da Segunda Divisão
O Campeonato Quirguistanês de Futebol da Segunda Divisão do Quirguistão, é a segunda competição de futebol do Quirquistão organizada pela Federação Nacional de Futebol do país.  O campeonato dá ao campeão o direito de disputar a primeira divisão da liga local.